# Savannah (skådespelare)
Shannon Michelle Wilsey Longoria, verksam under artistnamnet Savannah, född 9 oktober 1970 i Laguna Beach i Kalifornien, död 11 juli 1994 i Burbank i Kalifornien (självmord), var en amerikansk skådespelare, strippa och porrskådespelare. 

## Biografi
Shannon Wilsey föddes i Laguna Beach i södra Kalifornien. Efter sina föräldrars skilsmässa 1972 flyttade hon med modern till Kalifornien, där hon sedan kom att växa upp. En kort tid bodde hon hos sin far i Oxnard, varefter hon kom att bo med sina förälderföräldrar i Mission Viejo. Det var också där hon gick i high school och blev känd som cheerleader.

### Karriär
Senare kom hon att delta som skådespelare i ett antal B-filmer. Bland dessa finns titlar som The Invisible Maniac (1990) och Camp Fear (1991). Redan innan hon medverkade i sin första pornografiska film 1990 levde hon ett utåtgående liv, där hon dejtade rockstjärnor som Billy Idol, Mark Wahlberg och (eventuellt) Axl Rose – och kvinnor som Jeanna Fine och Dolly Buster. En tid under high school-åren dejtade hon Gregg Allman, och hon var med honom på olika turnéer.
Efter hennes beslut att sikta mot en filmkarriär fick hon rollerbjudanden inom den amerikanska porrbranschen, hjälpt av hennes symmetriska utseende, blonda hårsvall och bröstförstoringar. Hon kontrakterades av Vivid Video, inledningsvis för den fyrdelade filmserien On Trial. Då hade hon redan medverkat i filmer för bolag som CDI Home Video (Nasty Jack's Homemade Video 8), Cinema Amor (Surf City Sex), Legend Video (Forever) och Leisure Time Entertainment (Cherry Cheerleaders).
Savannah tog sitt artistnamn från Savannah Smiles (1982), en film som hon tyckte om. Hon använde under sin tid i porrbranschen även pseudonymerna Silver Kane och Silver Cane. Hennes mest kända film är troligen porrfilmen Night Beaver.
Senare uttryckte hon frustration över svårigheten att få filmroller utanför porrfilmsbranschen.

### Hälsoproblem
De ekonomiska och filmmässiga framgångarna kunde inte skyla en inre osäkerhet och svårighet att få och behålla vänner. Vid 1992 års AVN-gala, där hon vann pris som Best New Starlet, utmanade hon i sitt tacktal kollegorna i branschen. Inkomsterna användes till stor del för lyxkonsumtion, och hon var känd för sitt bruk av alkohol och droger. Hon led även av dysmorfofobi, det vill säga att aldrig kunna acceptera sitt eget utseende.
Vid slutet av sitt liv rapporterades att Savannah ofta var deprimerad och skuldsatt. Hon sov med en revolver under huvudkudden för sin personliga säkerhets skull. Hon hade ingen god relation till sin mor.

### Död
Savannah tog sitt liv efter en bilolycka sommaren 1994. Hon hade festat och kört sin bil (en vit Chevrolet Corvette) in i ett brädstaket nära sitt hem, varvid hon själv skulle ha brutit sin näsa. Hon skulle ha blivit tvungen att ställa in hennes kommande striptease-show på New York-klubben Goldfinger's, en viktig del av hennes yrkesliv där hon ibland kunde tjäna så mycket som 5000 dollar per kväll. Vid tillfället var hon deprimerad över det avslutade förhållandet med Guns N' Roses-musikern Slash.
Hennes manager Nancy Pera kontaktades av en uppbragd Savannah, som slagit i huvudet och blödde. Kort därefter tog Savannah sitt liv. Hon skulle ha bett en vän att gå ut och rasta hennes rottweiler, varefter hon sköt sig själv i huvudet med en revolver. Hon fördes till sjukhus, där hon senare avled av skottskadorna.
På begravningen begränsade hennes far Mike Wilsey mängden gäster från den pornografiska branschen. Han ansåg att branschen var medskyldig till hans dotters öde.

## Eftermäle och i kulturen
Savannah var under en tid den kanske mest uppmärksammade och ekonomiskt framgångsrika amerikanska porrskådespelaren. Hennes liv har beskrivits i bland annat Kid 90, en dokumentärfilm omkring Hollywoods barnstjärnor och folket i rampljuset.
Självmordet var då det tredje mer uppmärksammade sådana i den amerikanska porrfilmsbranschen, vilket satte fokus på den psykiska hälsan hos de unga kvinnor som hela branschen kretsar kring. Ett årtionde tidigare hade Shauna Grant skjutit sig själv med ett gevär, och senare sköt sig även Megan Leigh. Efter Savannahs självmord väcktes planer på en jourtelefon som kunde hjälpa branschfolk som drabbats av personliga kriser. Det ledde till skapandet av stödorganisationen P.A.W. Foundation, vilken senare efterföljts av bland annat Pineapple Support.
Savannahs självmord satte fokus på de olika sidorna hos den då drygt två decennier gamla legala porrfilmsbranschen. Branschen lyfte upp unga kvinnor till stjärnstatus, i likhet med Hollywood-industrin. Samtidigt har den aldrig, på grund av pornografins kontroversiella karaktär, kunnat ge ett brett samhälleligt godkännande åt deras filminsatser. Stjärnstatusen är ofta kortvarig.

## Filmografi (urval)
- 1990 - Sorority House Massacre II
- 1990 - The Invisible Maniac